# SN 2002lm
SN 2002lm – supernowa typu II odkryta 6 czerwca 2002 roku w galaktyce A163904+4221. W momencie odkrycia miała maksymalną jasność 22,90m.